# Foals
Foals – brytyjski zespół muzyczny pochodzący z Oksfordu w Anglii, w skład którego wchodzą: wokalista i gitarzysta Yannis Philippakis, perkusista Jack Bevan, gitarzysta Jimmy Smith oraz basista Walter Gervers. Ich muzyka charakteryzuje się złożonym brzmieniem opartym na dance-punku, nowej fali i klimatycznym post-rocku. 
Do tej pory wydali siedem albumów studyjnych: Antidotes (2008), Total Life Forever (2010), Holy Fire (2013), What Went Down (2015), dwuczęściowy Everything Not Saved Will Be Lost (2019) i Life Is Yours (2022). 
Zespół koncertował na całym świecie i wystąpił na wielu festiwalach, m.in. Glastonbury, Coachella i Roskilde. Zdobyli wiele nagród, m.in. nagrodę za najlepszy występ na żywo podczas Q Awards w 2013 roku, natomiast producenci Alan Moulder i Flood zostali nagrodzeni tytułem „Brytyjskiego Producenta Roku” za pracę nad albumem Holy Fire. 

## Historia

### Powstanie zespołu iAntidotes(2005–2008)

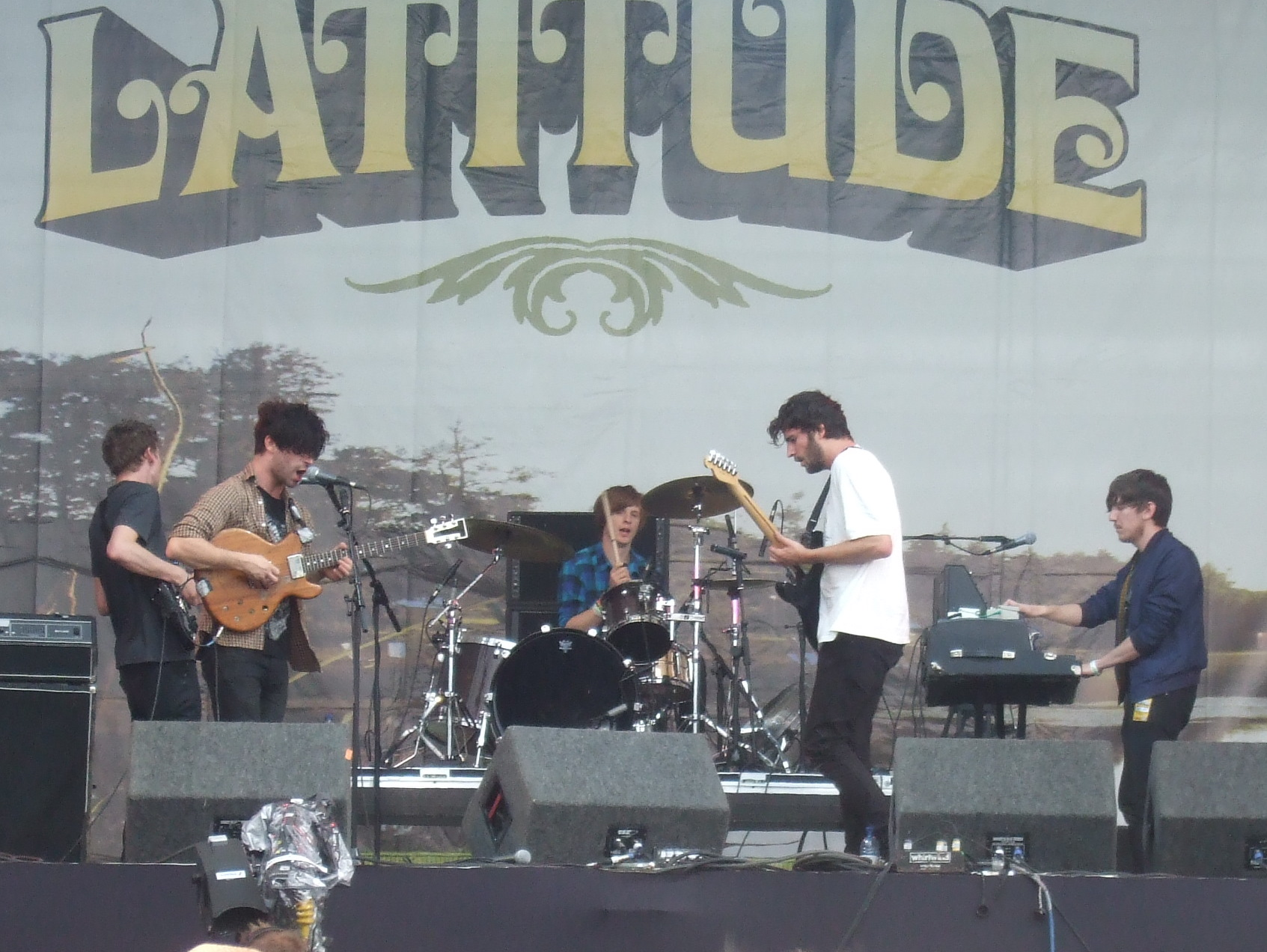
Foals na Latitude Festival 2008

Zespół został założony w 2005 roku w Oksfordzie przez wieloletnich przyjaciół: gitarzystę Yannisa Philippakisa i perkusistę Jacka Bevana, a także wokalistę Andrewa Mearsa, gitarzystę Jimmy'ego Smitha i basistę Waltera Gerversa. Początkowo grupa rozwijała się jako protest przeciwko progresywnym brzmieniom, które były popularne zarówno na oksfordzkiej scenie muzycznej, jak i w byłym zespole Philippakisa i Bevana – Edmund Fitzgerald. 
Po wydaniu singla „Try This on Your Piano” w 2006 roku Mears opuścił zespół Foals, aby w pełni skoncentrować się na działalności w swojej drugiej grupie – Youthmovies. Rolę wokalisty przejął Philippakis, a wkrótce do zespołu dołączył także klawiszowiec Edwin Congreave, którego Philippakis poznał gdy obaj pracowali w tym samym barze.
Gitarzysta Jimmy Smith jest jedynym członkiem zespołu, który ukończył studia – na University of Hull. Pozostali zrezygnowali ze swoich uczelni, gdy zespół podpisał kontrakt z wytwórnią Transgressive Records.

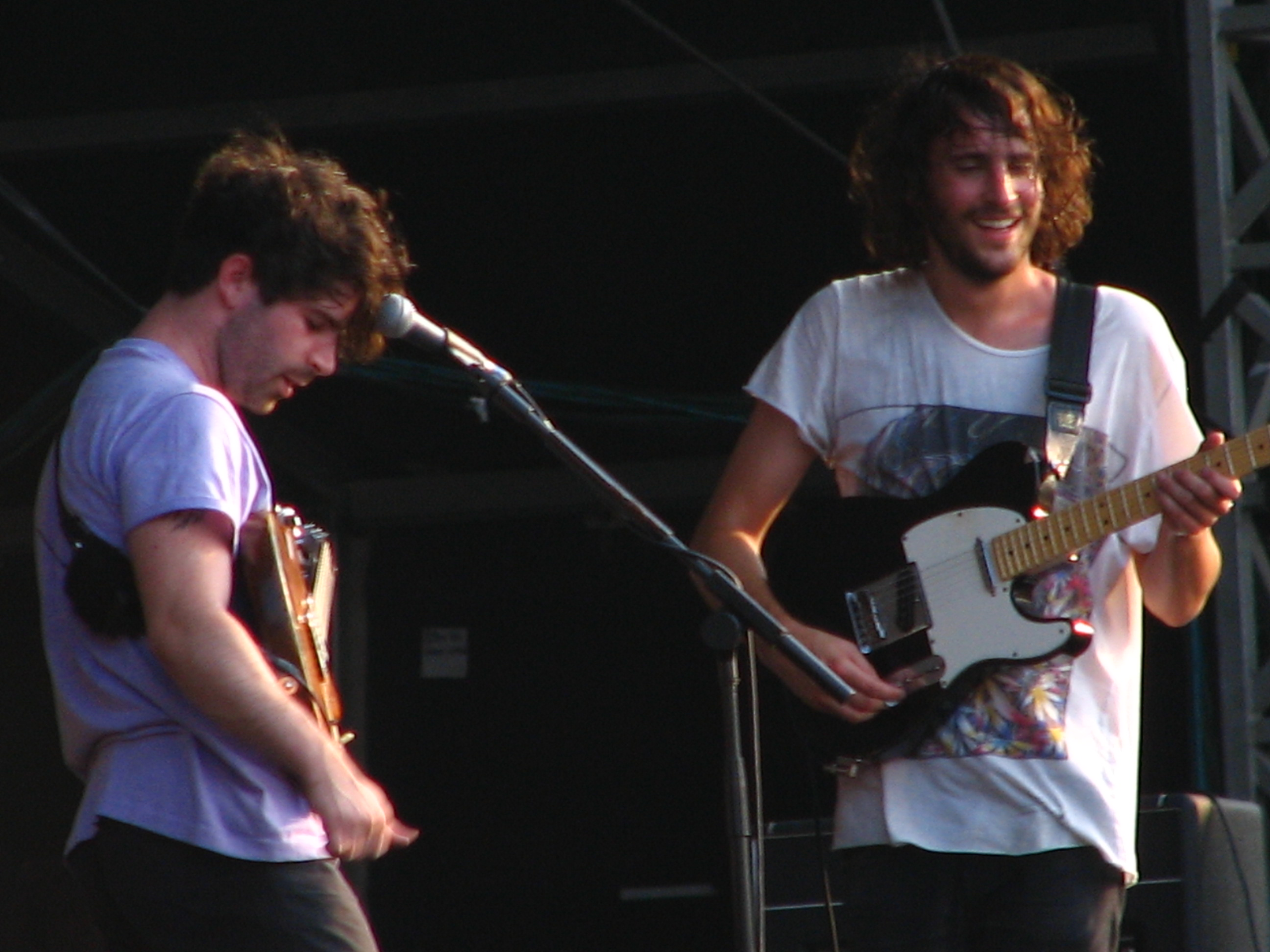
Foals na koncercie w Hyde Parku (2009)

W 2007 roku zespół wydał limitowaną edycję singli „Hummer” i „Mathletics”, oba wyprodukowane przez Garetha Partona. „Hummer” później pojawił się w młodzieżowym serialu Kumple na kanale Channel 4. Philippakis opisał ten okres jako „muzykę stanowiącą niemal przemyślaną mieszankę techno i minimalizmu”. Określił także takie zasady jak „tylko rytmy staccato” i „gitary muszą być grane naprawdę wysoko”.
W czerwcu 2007 roku grupa udała się do Nowego Jorku, aby nagrać swój debiutancki album pod okiem producenta i gitarzysty Davida Siteka. Album Antidotes wydany został w marcu 2007 roku, lecz nie zawierał on utworów „Hummer”, ani „Mathletics”, które wydano kolejno w kwietniu i sierpniu 2007 roku. Na albumie pojawiły się one jako utwory bonusowe w kwietniu 2008 roku. Projektantem okładki do albumu był pochodzący z Oksfordu Tinhead.
Album odniósł sukces komercyjny w Wielkiej Brytanii, debiutując na 3. miejscu na brytyjskiej liście przebojów. Album odniósł niewielki sukces w innych krajach, notując sukcesy na listach przebojów m.in. we Francji i Holandii.

### Total Life ForeveriHoly Fire(2009–2013)

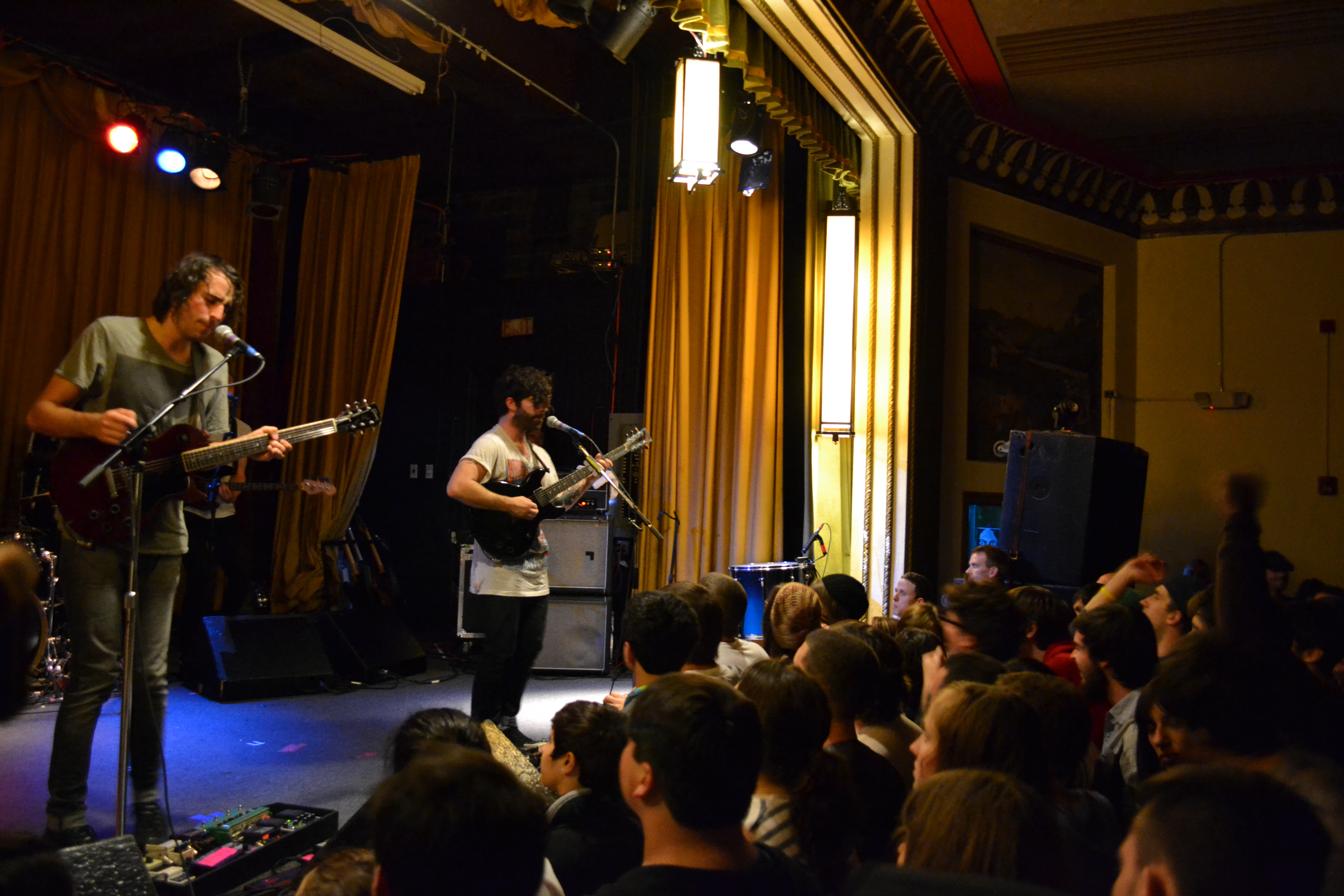
Foals w The Beachland Ballroom (2011)

W sierpniu 2009 roku Foals rozpoczął nagrywanie swojego drugiego albumu w Svenska Grammofon Studion w Göteborgu w Szwecji. Pod koniec lutego 2010 roku zespół udostępnił pierwsze szczegóły dotyczące swojego drugiego studyjnego albumu Total Life Forever. Philippakis w wywiadzie dla The Fly we wrześniu 2009 opisywał, że muzyka na tym albumie ma być „mroczniejsza” i „wolniejsza” aniżeli w ich debiutanckim wydaniu, ale „nadal ma być bardzo rytmiczna”. Drugi studyjny album został wydany w maju 2010 roku, w wytwórni Transgressive Records. Album został wyprodukowany przez Luke'a Smitha, byłego członka zespołu Clor. 
1 marca 2010 roku singiel promocyjny „Spanish Sahara” został po raz pierwszy odtworzony w programie Zane’a Lowe’a w BBC Radio 1. Dzień później został opublikowany teledysk do utworu, wyreżyserowany przez jego wieloletniego współpracownika Dave'a Ma. Kolejny singiel, „This Orient”, został wydany 3 maja 2010 roku.

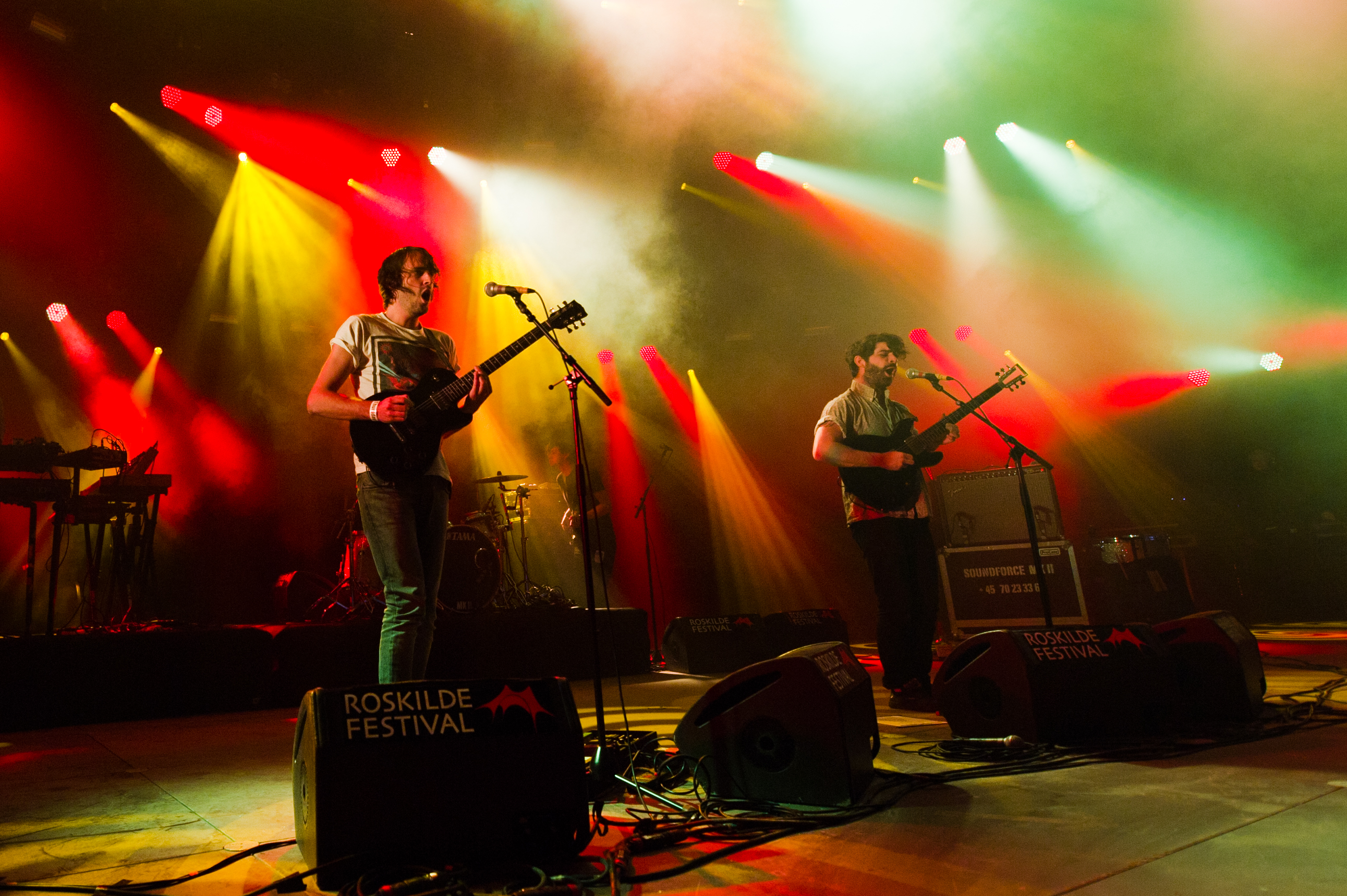
Foals na Roskilde Festival 2011

W połowie października 2012 roku zespół zapowiedział swój trzeci album studyjny Holy Fire, który został wydany w lutym 2013 roku. Wydanie to znalazło się na listach przebojów poza Europą Zachodnią, w tym na amerykańskim Billboard 200 i zajęło pierwsze miejsce na liście albumów w Australii. Album wyprodukowany został przez Flooda i Alana Mouldera, którzy współpracowali z wieloma artystami, m.in. z Nine Inch Nails, The Smashing Pumpkins i My Bloody Valentine. Nagrano go w Assault & Battery Studios w Londynie.
Pierwszy singiel z albumu, „Inhaler”, został po raz pierwszy odtworzony w radiu 5 listopada 2012 roku. Po raz pierwszy zagrali piosenkę „My Number” w programie Later... with Jools Holland.
Pod koniec listopada i w połowie grudnia 2012 roku zespół Foals odbył trasę koncertową po Wielkiej Brytanii, promując swój nowy album. Latem 2013 roku wzięli udział w wielu festiwalach, a w lipcu byli gwiazdą Latitude Festival w Suffolk. 
Album Holy Fire został nominowany do nagrody Mercury Prize w 2013 roku. W tym samym roku magazyn Q przyznał Foals nagrodę za najlepszy występ na żywo, natomiast piosenka „Inhaler” otrzymała nagrodę za najlepszy utwór od NME. W plebiscycie tego samego magazynu na „Najlepszy album 2013 roku” na 4. miejscu listy znalazł się album Holy Fire, a utwór „My Number” znalazł się na 8. miejscu w plebiscycie na „Najlepszą piosenkę 2013 roku”.

### What Went DowniEverything Not Saved Will Be Lost(2014–2019)

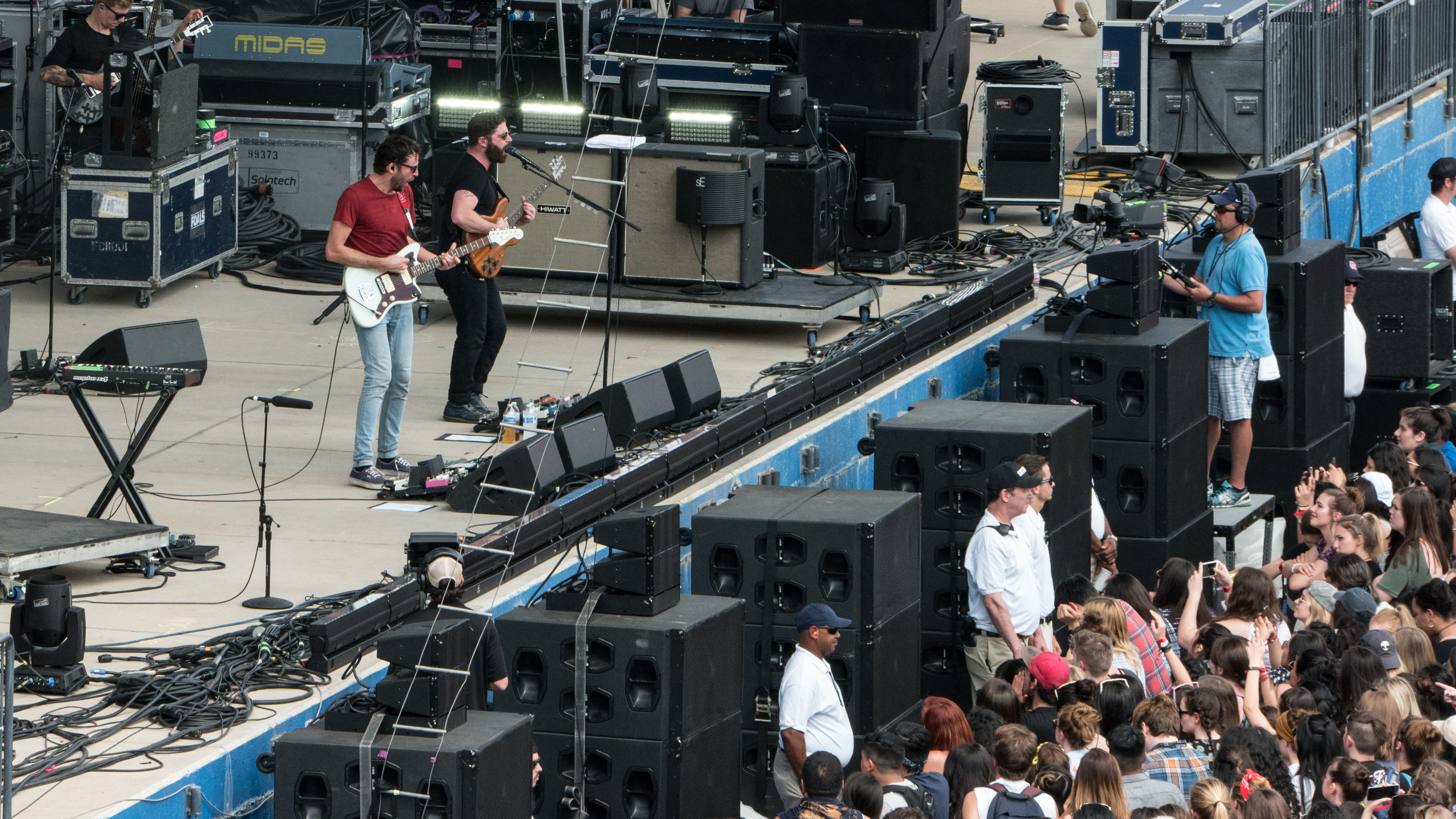
Foals na festiwalu Edgefest 2016

W połowie sierpnia 2015 roku zespół opublikował 11-minitowy zwiastun ich nowego albumu What Went Down, który zawierał fragmenty zapowiadające każdą piosenkę z albumu. Został on wydany jeszcze pod koniec miesiąca, a nagrano go na południu Francji z udziałem Jamesa Forda z zespołu Simian Mobile Disco. 

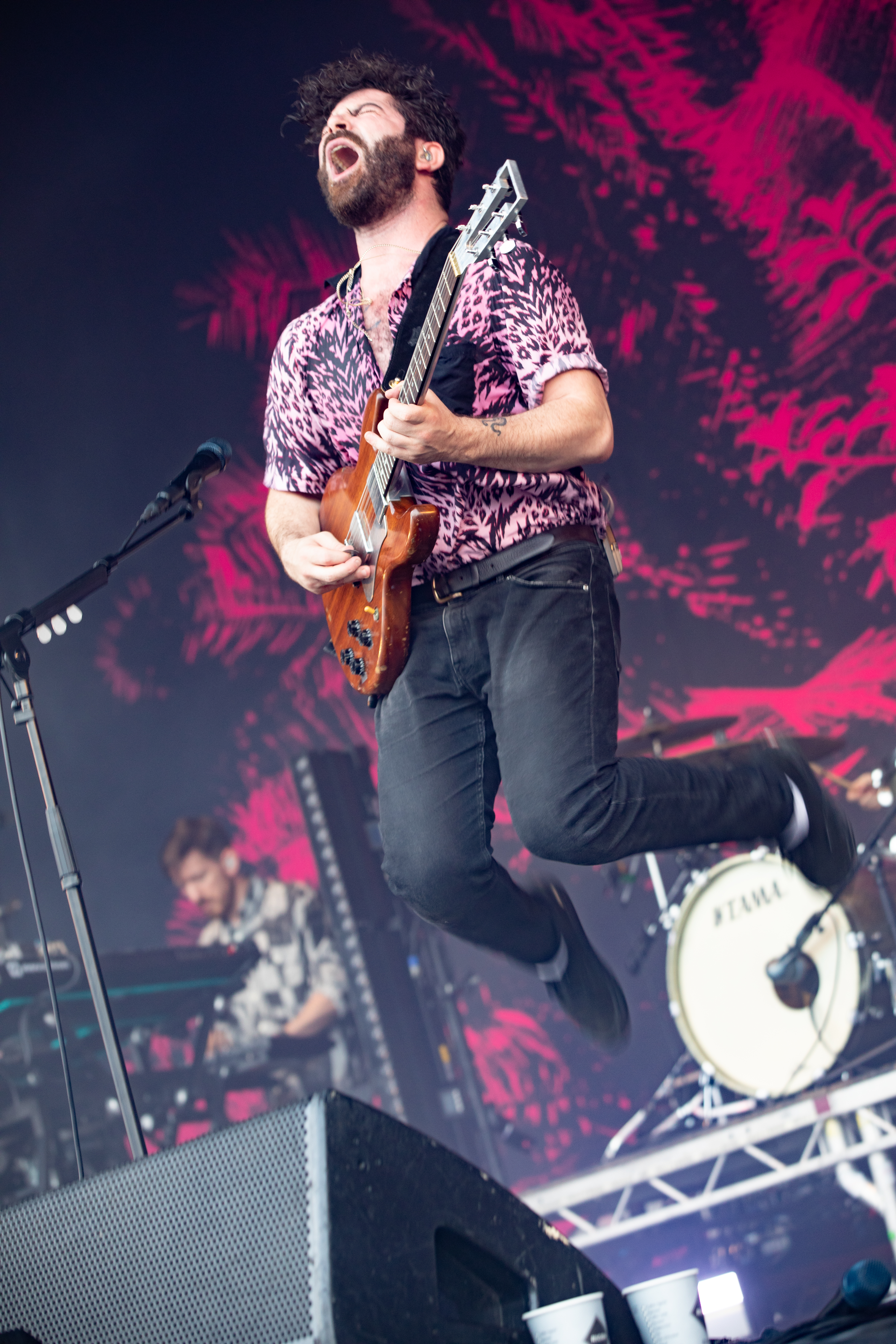
Foals na festiwalu Glastonbury 2019

Zespół Foals udostępnił utwór z albumu „Mountain at My Gates” 20 czerwca 2015 roku, prezentując go po raz pierwszy w BBC Radio 1 jako „Hottest Record” Annie Mac. 6 sierpnia tego samego roku Zane Lowe zaprezentował nową piosenkę „A Knife in the Ocean” w swojej audycji radiowej Beats 1 w Apple Music. Tego samego dnia zespół Foals opublikował teledysk z tekstem piosenki „A Knife In The Ocean”. Pod koniec 2015 roku utwór „Mountain at My Gates” znalazł się na oficjalnej ścieżce dźwiękowej gry wideo EA Sports FIFA 16 .
W następnym roku Foals koncertował Europie i Stanach Zjednoczonych. Były one supportowane m.in. przez zespół Everything Everything.
Jesienią 2017 roku zespół Foals ogłosił w mediach społecznościowych, że zamierza rozpocząć nagrywanie materiału na swój nowy, nadchodzący album. Na początku 2018 roku zespół opuścił Walter Gervers. Odbyło się to w przyjaznych stosunkach, a na pozostałych sesjach nagraniowych do kolejnego już albumu sekcje basowe odgrywali pozostali członkowie. Po odejściu Gerversa, 19 lutego 2019 roku ogłoszono, że Jeremy Pritchard z brytyjskiego zespołu Everything Everything dołączy do zespołu jako basista na pozostałe koncerty w 2019 roku.
W 2019 roku zostały opublikowane dwa nowe albumy zespołu: wydany w marcu Everything Not Saved Will Be Lost – Part 1 i wydany w październiku Everything Not Saved Will Be Lost – Part 2. Członkowie zespołu obie płyty określili jako „dwie strony medalu”, w którym „druga część ma nadać mu kontrastu, zapewniając energię inną niż poprzednia”. W styczniu tego samego roku został zaprezentowany teledysk do utworu Exits zapowiadający pierwszy z tych dwóch albumów. W klipie wystąpił znany z Gry o tron aktor Isaac Hempstead-Wright, a także francuska aktorka Christa Théret. Pierwszym singlem drugiej części albumu został „Black Bull”.
W marcu 2019 roku zespół ruszył na pierwsze koncerty w ramach trasy koncertowej Everything Not Saved Will Be Lost World Tour, która obejmowała lata 2019 i 2020, występując w ramach trasy także w Polsce, na OFF Festivalu 2019 w Katowicach. Po występach na kilku festiwalach latem 2019 roku (w tym niezapowiedzianym koncercie na Glastonbury i występie jako gwiazda wieczoru na Truck Festival), zespół wydał drugi zestaw singli, „Black Bull”, „The Runner” i „Into the Surf” w ramach przygotowań do albumu Everything Not Saved Will Be Lost – Part 2.

### Odejście Edwina Congreave'a iLife Is Yours(od 2020)

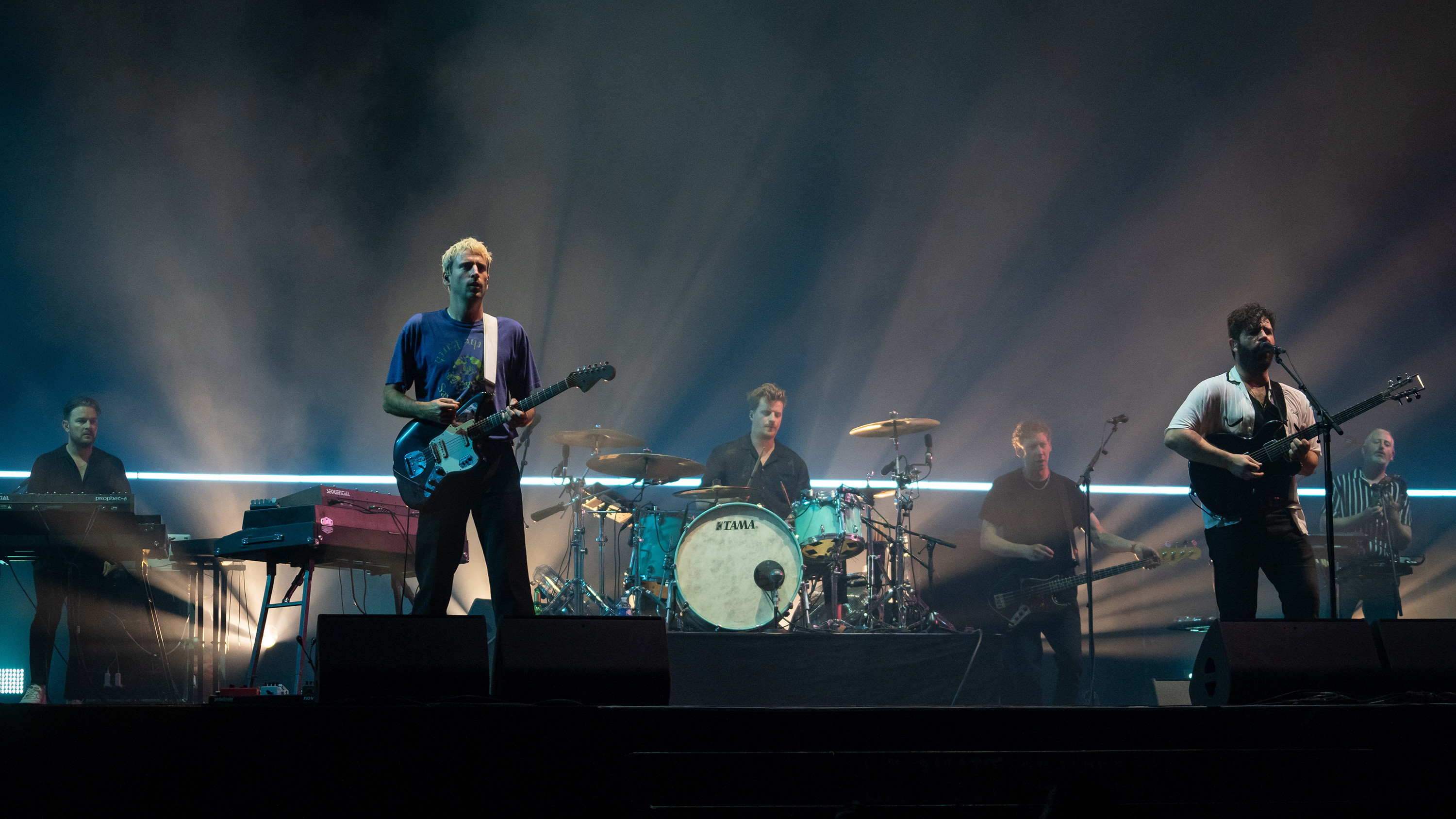
Foals na La Nuit de l'Erdre 2023

18 lutego 2020 roku zespół wygrał nagrodę BRIT Awards 2020 w kategorii „Najlepszy brytyjski zespół”. 
Z powodu pandemii COVID-19 i późniejszych globalnych blokad zespół został zmuszony do odwołania i przełożenia całej trasy koncertowej po Wielkiej Brytanii i świecie w 2020 roku, promującej album Everything Not Saved Will Be Lost – Part 2, do wiosny 2021 roku. Ze względu na dalej wówczas trwającą pandemię i obowiązujące do 2021 roku ograniczenia bezpieczeństwa zespół musiał ponownie przełożyć trasę koncertową na 2022 rok, z wyjątkiem serii występów na brytyjskich festiwalach letnich w sierpniu 2021 roku. Były to pierwsze występy na żywo zespołu od początku 2020 roku. 
22 września 2021 roku Edwin Congreave ogłosił, że opuścił zespół, aby podjąć studia podyplomowe z ekonomii. Ogłaszając wiadomość o odejściu Congreave'a zespół Foals ujawnił, że rozpoczął już pracę nad swoim kolejnym albumem, tym razem w trzyosobowym składzie.
W listopadzie 2021 roku ukazał się singiel „Wake Me Up”, który zapowiadał siódmą już płytę zespołu – Life Is Yours. Kolejne single – „2am” i „Looking High” ukazały się w kolejnym roku, a cały album Life Is Yours został wydany w czerwcu 2022 roku. Teledysk do utworu „2am” został nakręcony przez Tanu Muino i ukraińskich artystów w styczniu 2022 roku w Kijowie. Philippakis określił utwór ten jako „najbardziej popowy materiał, jaki kiedykolwiek nagrali”. 
2 maja 2023 roku Philippakis ogłosił, że do grupy Foals ponownie dołączył basista-założyciel Walter Gervers. Następnie zespół wyruszył w trasę koncertową po Ameryce Północnej, aby promować zespół Paramore, gdzie dołączył do niego support The Linda Lindas. Współpraca z Paramore trwała jeszcze w tym samym roku, kiedy to zespół wziął udział w nagraniu Re: This is Why, zremiksowanej wersji ich albumu This Is Why . W ramach projektu zespół Foals zremiksował tytułowy utwór z albumu.  

## Skład

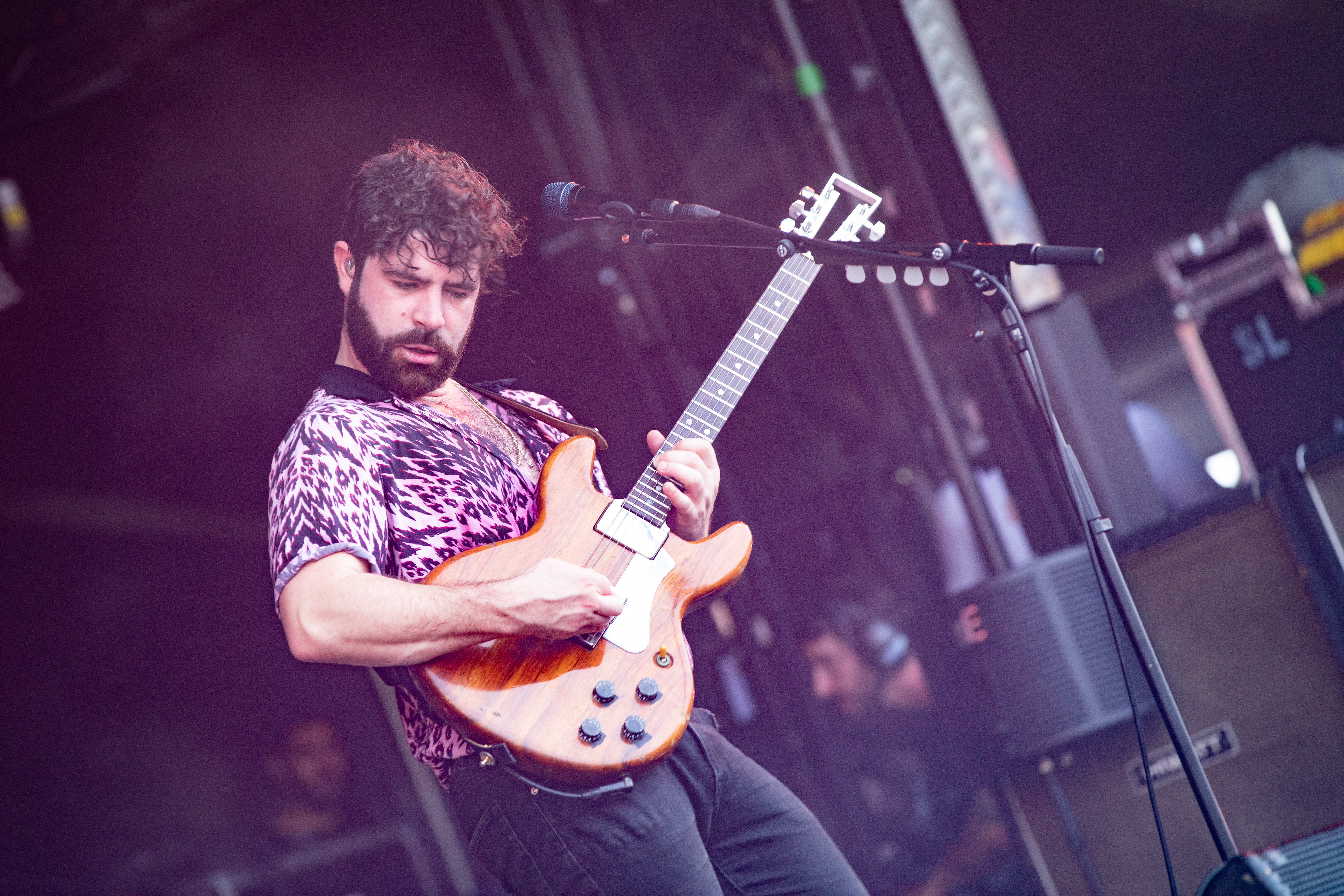
Yannis Philippakis (2019)

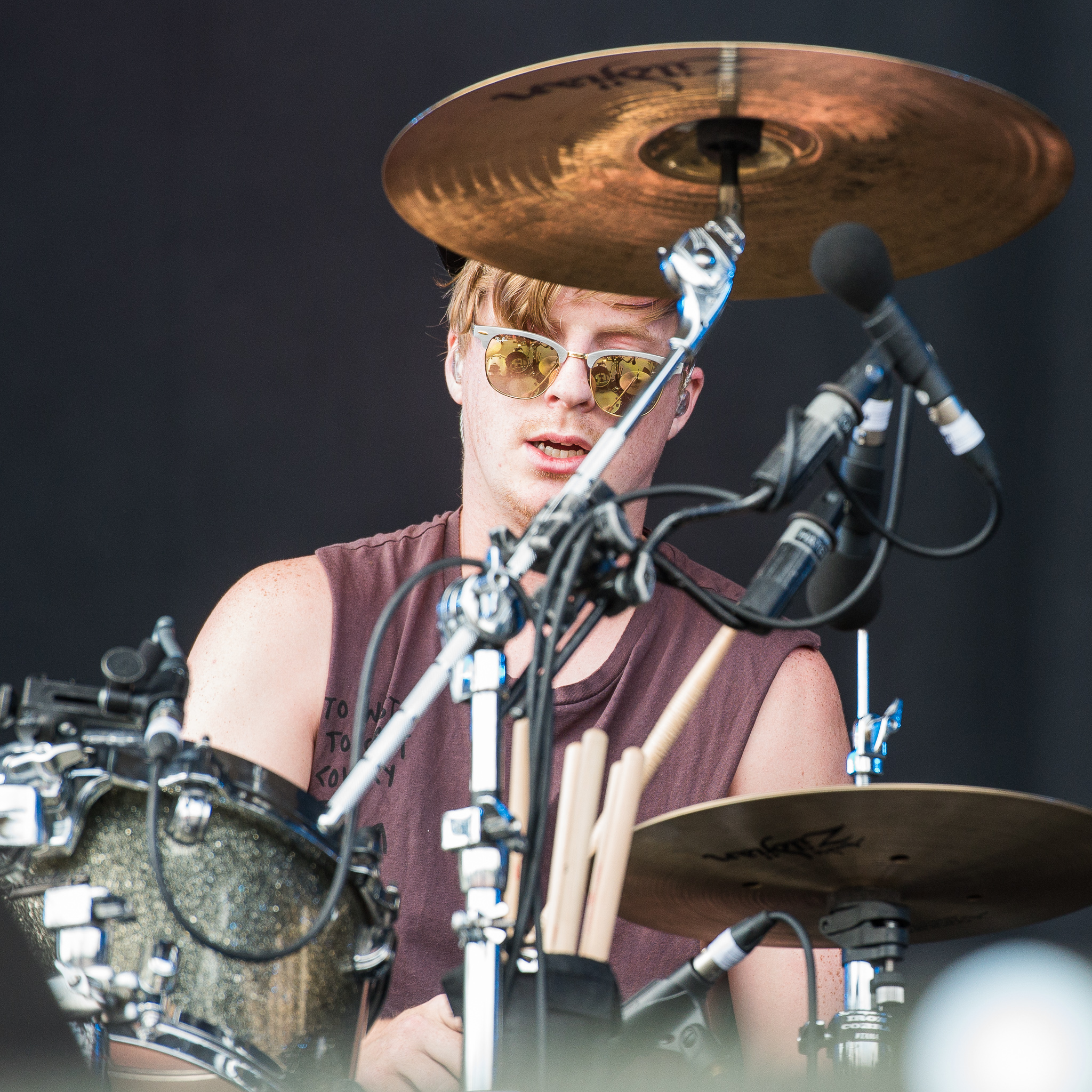
Jack Bevan (2016)

### Aktualni członkowie
- Yannis Philippakis – wokal, gitara rytmiczna[58]
- Jack Bevan – perkusja[59]
- Jimmy Smith – gitara prowadząca[60]
- Walter Gervers – gitara basowa[61]

### Byli członkowie
- Andrew Mears[62]
- Edwin Congreave – klawisze[63]

## Dyskografia
- Antidotes (2008)
- Total Life Forever (2010)
- Holy Fire(inne języki) (2013)
- What Went Down (2015)
- Everything Not Saved Will Be Lost – Part 1(inne języki) (2019)
- Everything Not Saved Will Be Lost – Part 2(inne języki) (2019)
- Life Is Yours(inne języki) (2022)

## Koncerty w Polsce
- 1 lipca 2011 – Gdynia – Heineken Open'er Festival 2011[64]
- 19 października 2013 – Warszawa – Stodoła[65]
- 4 lipca 2014 – Gdynia – Open’er Festival 2014[66]
- 20 sierpnia 2015 – Kraków – Kraków Live Festival 2015[67]
- 30 czerwca 2016 – Gdynia – Open'er Festival 2016[68]
- 3 sierpnia 2019 – Katowice – OFF Festival 2019[69][70]
- 4 czerwca 2022 – Warszawa – Orange Warsaw Festival 2022[71]
- 25 czerwca 2023 – Warszawa – Letnia Scena Progresji[72]